# Plantago orbignyana
Plantago orbignyana là một loài thực vật có hoa trong họ Mã đề. Loài này được Steinh. ex Decne. miêu tả khoa học đầu tiên năm 1852.